# 野々市駅 (IRいしかわ鉄道)

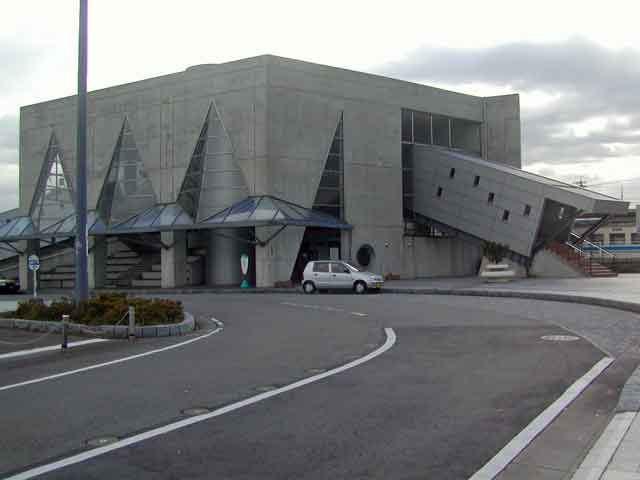
北口（2005年11月）

野々市駅（ののいちえき）は、石川県野々市市二日市三丁目にある、IRいしかわ鉄道の駅である。

## 歴史
総工費4500万円を町費3000万円、地元負担金1500万円で負担した請願駅として建設。開業当時の駅周辺は一面田園地帯であったが、1968年（昭和43年）の駅開業時以降に国道8号金沢バイパスへの接続道路整備なども見込み野々市町が駅周辺の整備を進めた。なお、当駅の開業前、1912年（大正元年）から1925年（大正14年）まで現在の西金沢駅が野々市駅と称していた。

### 年表
- 1968年（昭和43年）3月25日：国鉄北陸本線の松任駅 - 西金沢駅（同駅は初代の野々市駅であった）間に2代目野々市駅として新設開業。旅客駅[1][3][8]。
- 1971年（昭和46年）10月1日：無人駅となる[10][11]。
- 1987年（昭和62年）4月1日：国鉄分割民営化により、西日本旅客鉄道（JR西日本）の駅となる[3]。12月、JR社員が駅員として配置[12][13]。
- 1997年（平成9年）4月9日：野々市北口プラザが竣工。経営の縮小化を理由に野々市町へ業務委託を開始、野々市町シルバー人材センター会員らが北口に配置[14]。
- 2003年（平成15年）：野々市町シルバー人材センター会員らが南口にも配置[14]。
- 2012年（平成24年）4月21日：南口新駅舎の使用を開始[2][15]。
- 2017年（平成29年）4月15日：ICカード「ICOCA」の利用が可能になる[16][17][18][19][20]。
- 2021年（令和3年）4月1日：終日無人化[4][5]。
- 2024年（令和6年）3月16日：北陸新幹線 金沢駅 - 敦賀駅延伸開業に伴い、IRいしかわ鉄道の駅になる。

## 駅構造
相対式ホーム2面2線を有する地上駅である。分岐器や絶対信号機を持たないため、停留所に分類される。互いのホームは跨線橋で連絡している。
上りホーム側が南口であり、2012年の駅舎建替えに伴い「きっぷうりば」が緑色となったが、みどりの窓口ではない。そのためe5489には対応していない。下りホーム側が北口であり、公共施設である野々市北口プラザの中（1階）にある。北口プラザ・南北自由通路の設置前は、北口に駅舎はなく下り線ホームに出入りする階段のみが設置されていた。北口改札外のトイレは夜間（北口窓口営業時間外）閉鎖される。南口・北口ともに近距離用の青色自動券売機が1台ずつ設置されており、ICOCAのチャージにも対応している。
金沢駅が管理する無人駅。以前はJR西日本金沢メンテックが業務を受託する業務委託駅であった。
北陸新幹線が南口駅舎の上を通過するため、南口周辺の再整備が行われたが、隣接する西金沢駅や松任駅のように橋上化は行わず新たな地上駅舎が建設され、2012年4月21日の始発より使用を開始した。なお、2010年9月4日の始発より2012年4月20日の終電までは仮駅舎が使用されていた。

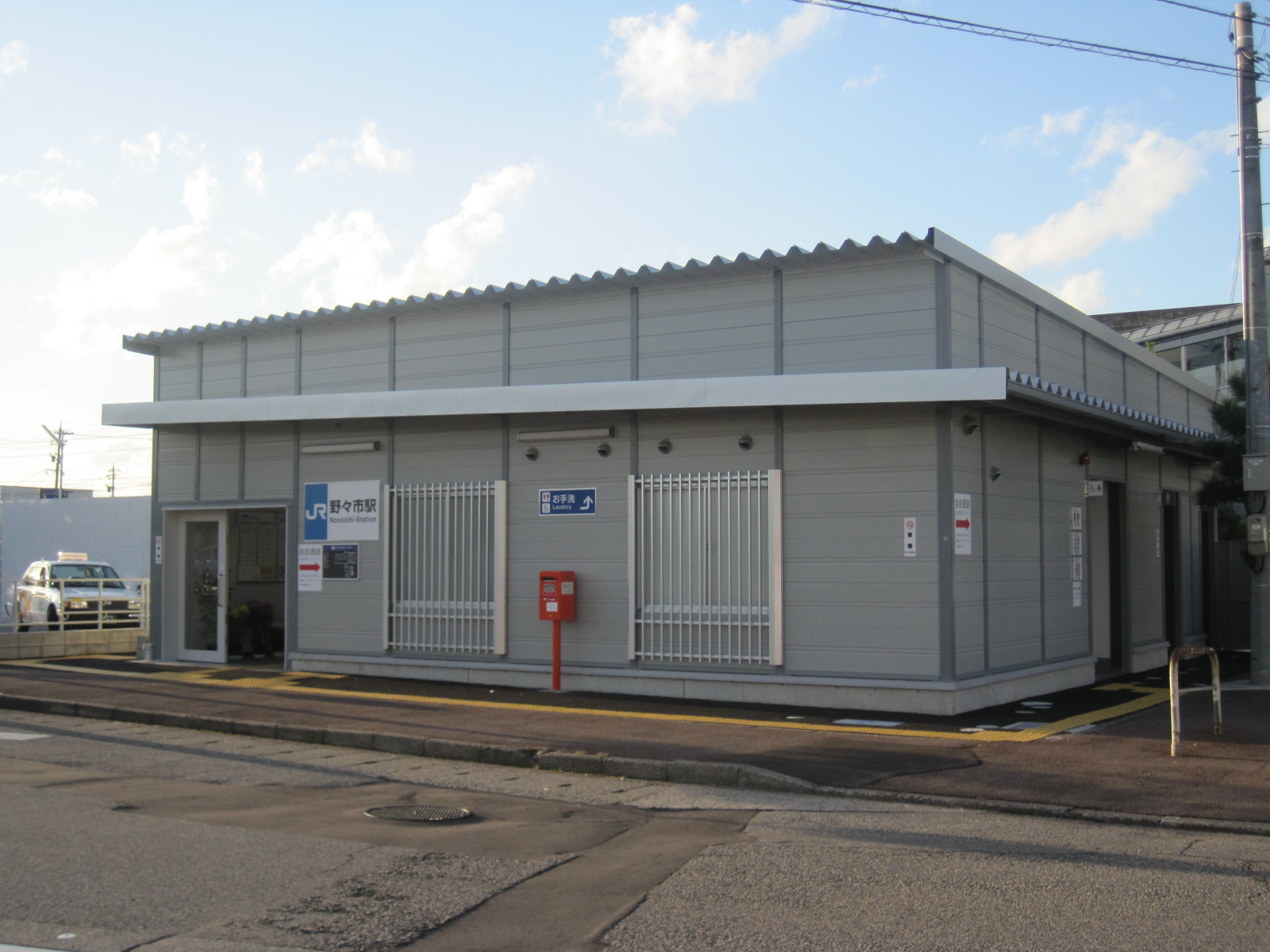
南口の仮駅舎（2010年11月）

### のりば
| のりば | 路線              | 方向 | 行先           |
| ------ | ----------------- | ---- | -------------- |
| 1      | ■IRいしかわ鉄道線 | 上り | 小松・福井方面 |
| 2      | ■IRいしかわ鉄道線 | 下り | 金沢方面       |

※接近警告機から鳴るメロディは、どちらのホームも「アニーローリー」である。

## 利用状況
2019年（令和元年）度の1日平均乗車人員は2,000人である。
「石川県統計書」と「野々市市統計書」によると、1996年以降の1日平均乗車人員の推移は以下の通りである。
| 年度               | 1日平均 乗車人員 |
| ------------------ | ---------------- |
| 1996年（平成08年） | 827              |
| 1997年（平成09年） | 941              |
| 1998年（平成10年） | 1,221            |
| 1999年（平成11年） | 1,227            |
| 2000年（平成12年） | 1,229            |
| 2001年（平成13年） | 1,193            |
| 2002年（平成14年） | 1,208            |
| 2003年（平成15年） | 1,246            |
| 2004年（平成16年） | 1,244            |
| 2005年（平成17年） | 1,239            |
| 2006年（平成18年） | 1,223            |
| 2007年（平成19年） | 1,224            |
| 2008年（平成20年） | 1,317            |
| 2009年（平成21年） | 1,309            |
| 2010年（平成22年） | 1,329            |
| 2011年（平成23年） | 1,401            |
| 2012年（平成24年） | 1,457            |
| 2013年（平成25年） | 1,541            |
| 2014年（平成26年） | 1,582            |
| 2015年（平成27年） | 1,758            |
| 2016年（平成28年） | 1,831            |
| 2017年（平成29年） | 1,887            |
| 2018年（平成30年） | 1,946            |
| 2019年（令和元年） | 2,000            |

## 駅周辺
野々市駅を名乗るものの、野々市市中心部（本町周辺）から2 kmほど北西に外れた白山市との境界付近にあり、むしろ野々市市の北端の田園地帯や新興住宅地に位置する。
- 白山警察署野々市北交番
- 御経塚遺跡
- 石川県警察交通機動隊

北陸鉄道の石川線にも同名の野々市駅があるが、当駅から南東約2kmに位置している。

## バス路線
南口（野々市駅前バス停）
- 北鉄白山バス八日市線：金沢駅行き
- 北鉄金沢バス野々市線：金大附属学校自衛隊前行き（平日運行、学期休み期間運休）
- のっティ：北部ルート・西部ルート
- シャトルバス のんキー[25]：公立松任石川中央病院行き（一部は野々市市役所止まり）

北口（野々市駅北口バス停）
- 北鉄金沢バスイオン白山線：イオンモール白山行き
- のっティ：北部ルート
- めぐーる：松任地域東コース
  - 2012年4月1日のダイヤ・ルート改定により、野々市駅への乗り入れを開始[26]。

## 隣の駅
IRいしかわ鉄道
■IRいしかわ鉄道線
■快速
通過
■普通
松任駅 - 野々市駅 - 西金沢駅